# Telopea Park
Telopea Park är en park i Australien. Den ligger i territoriet Australian Capital Territory, i den sydöstra delen av landet, i huvudstaden Canberra. Telopea Park ligger 572 meter över havet.
Runt Telopea Park är det tätbefolkat, med 356 invånare per kvadratkilometer.. Närmaste större samhälle är Canberra, nära Telopea Park. 
Runt Telopea Park är det i huvudsak tätbebyggt. Genomsnittlig årsnederbörd är 990 millimeter. Den regnigaste månaden är februari, med i genomsnitt 169 mm nederbörd, och den torraste är maj, med 39 mm nederbörd.